# Manipulations (téléfilm, 2013)
Pour les articles homonymes, voir Manipulation.
Pour plus de détails, voir Fiche technique et Distribution.
Manipulations est un téléfilm français, un thriller réalisé par Laurent Herbiet, diffusé le 3 avril 2013 sur France 2.

## Synopsis
Une mystérieuse organisation terroriste menace le gouvernement de faire exploser des trains en pleine période électorale. La police enquête.

## Fiche technique
- Réalisation : Laurent Herbiet
- Scénario et dialogues : Jacques Labib et Philippe Madral
- Produit par Georges Campana Pour Breakout Films
- Image : Dominique Boulleret
Cadre : Eric Bialas
- Son : Jean Minondo
Mixage : Bruno Mercere
- Décoration : Mario Kurel, Catherine Bourgeois Le Bellec
- Costumes : Cyril Fontaine
- Montage image : Stéphane Mazalaigue
- Montage son : Sylviane Bouget
- Musique originale : Jean-Michel Zanetti
Titre du générique : The Love That Remains, interprété par Natalie Soles
- Co-Production : Breakout Films - AB Productions
Avec la participation de France Télévision,
du CNC,
Et de Sirena Film

## Distribution
- Lambert Wilson : commissaire Barrot
- Didier Bezace : Paul Simoni
- Alain Rimoux : Jacques Perraudin
- Sabrina Ouazani :	capitaine Philippine Maklouf
- Zinedine Soualem : commissaire Brindier
- Arié Elmaleh : capitaine Gamal Zemouri
- Smadi Wolfman : Carole Barrot
- Claudia Tagbo : Laura Silvano
- Stefan Godin : Olivier Chatel
- Lise Lametrie : Denise
- Arnaud Ducret : Procureur
- Caroline Godard : Céline Barrot
- Anne Le Ny : Claire Archambault
- Éric Caravaca : François Lécuyer
- Karel Dobry : Dragan

## Fait réel
Le téléfilm s'inspire des agissements du groupe AZF en 2004.

## Récompense
- 2012 : Prix du meilleur téléfilm au Festival de la fiction TV de La Rochelle[2]